# Leo Lenz

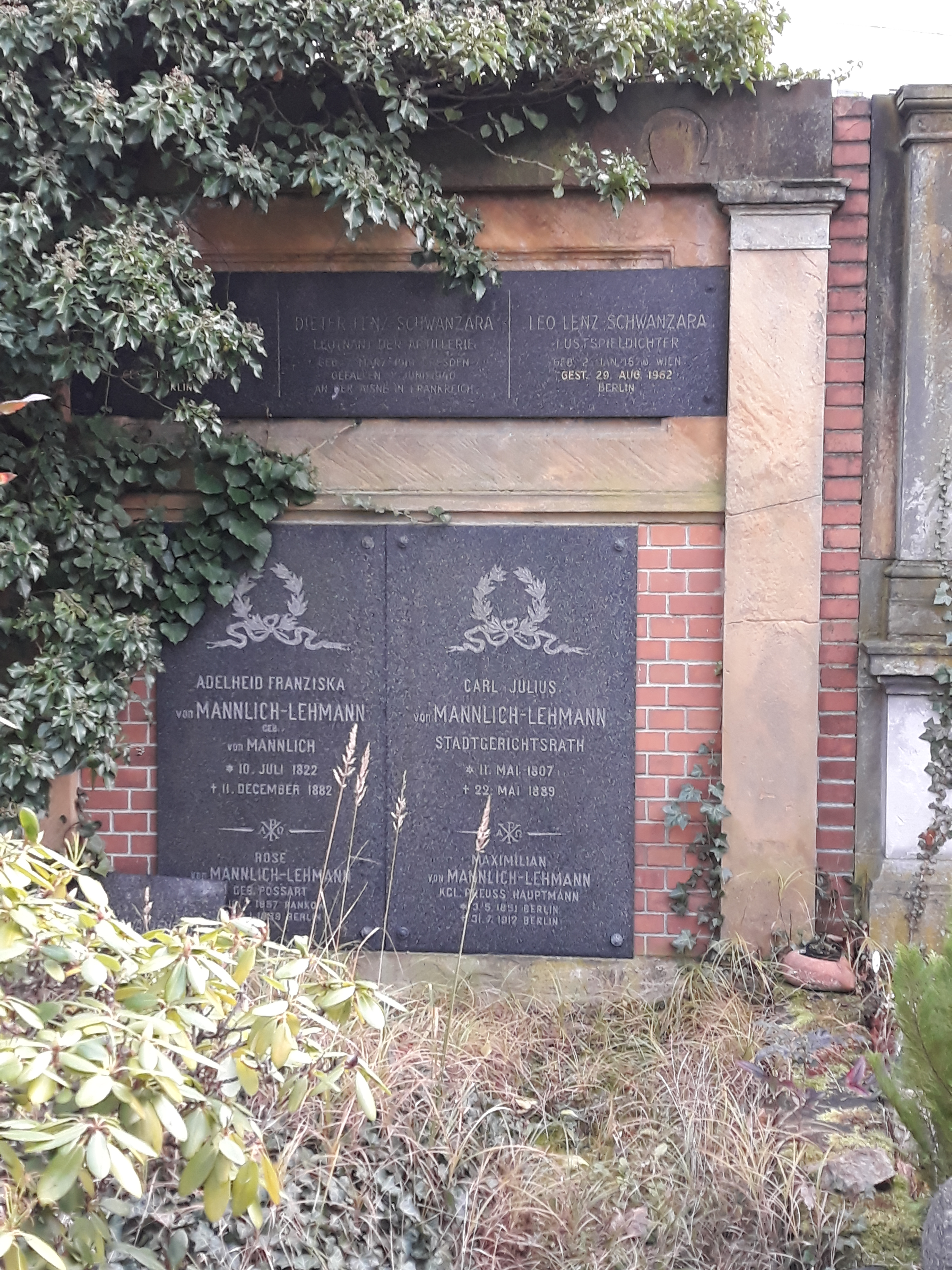
Das Grab von Leo Lenz (Tafel oben rechts) im Familiengrab von Mannlich-Lehmann auf den evangelischen Luisenkirchhof II in Berlin-Charlottenburg.

Leo Lenz (* 2. Januar 1878 in Wien als Josef Rudolf Leo Schwanzara; † 29. August 1962 in Ost-Berlin) war ein österreichischer Schriftsteller, der hauptsächlich Lustspiele, daneben aber auch Libretti, Gedichte und Texte in anderen literarischen Formen verfasste.

## Leben
Josef Rudolf Leo Schwanzara wurde als Sohn des Generaldirektors Josef Schwanzara und seiner Frau Katharina Kaus am 2. Januar 1878 in Wien geboren. 1887 übersiedelte die Familie nach Bautzen, da der Vater die Leitung der Vereinigten Bautzner Papierfabriken übertragen bekommen hatte. Lenz besuchte in Dresden das Realgymnasium „Drei-König-Schule“, wo er 1896 sein Abitur ablegte. Er begann an der Technischen Hochschule Dresden ein Maschinenbaustudium, das er 1902 mit der Staatsprüfung abschloss. Er arbeitete danach als Ingenieur im Amt eines Regierungsbauführers bei den Königlich Sächsischen Staatseisenbahnen.
Schon während der Studienzeit verfasste er Bühnenstücke, und nach dem selbstgewählten Ausscheiden aus seinem Amt lebte er als freier Schriftsteller. Zwischen 1900 und 1906 erschienen erste Dichtungen und Dramen. Seine romantische Verskomödie über den französischen Dichter François Villon wurde 1909 am Königlichen Schauspielhaus in Dresden uraufgeführt. Während des Ersten Weltkriegs, an dem Lenz als Hauptmann teilnahm, erhielt er zahlreiche Orden. 1917 heiratete er; 1919 wurde sein Sohn und 1923 seine Tochter geboren. 1920 oder 1922 zog die Familie nach Berlin um. Mit seinen Lustspielen, die in kurzen Abständen aufeinanderfolgten, feierte Leo Lenz dank seines Gespürs für die Befindlichkeit und den Geschmack des Publikums große Erfolge. Der Vielschreiber, der mit tiefgründigen Stücken begonnen hatte, war sich dabei bewusst, dass er keine Hochliteratur schuf, aber immerhin den Mitmenschen die Sorgen des Alltags für eine Weile vergessen machte. Innerhalb von vierzig Jahren entstanden so über fünfzig Bühnenwerke, von denen einige verfilmt wurden. Das 1925 erschienene Lustspiel Heimliche Brautfahrt wurde auf über 400 Bühnen gespielt. Zu seinen erfolgreichsten Stücken gehörte auch die 1932 entstandene Komödie Der Mann mit den grauen Schläfen, die in einer Serie von 350 Aufführungen im Berliner Theater in der Behrenstraße fester Bestandteil des Spielplans war. Zwischen 1933 und 1936 schrieb er zusammen mit dem Direktor dieses Unterhaltungstheaters, Ralph Arthur Roberts, weitere auf dessen Etablissement zugeschnittene Stücke. Im Februar 1939, der Frühzeit des Fernsehens, strahlte die Reichs-Rundfunk-Gesellschaft (RRG)/Deutscher Fernseh-Rundfunk Paul Nipkow Der Mann mit den grauen Schläfen aus. Im Zweiten Weltkrieg ging Anfang 1944 das zusammen mit Lothar Sachs verfasste Lustspiel Vitamin L auf Wehrmachtstournee.
Im Juni 1944 wurde das Berliner Wohnhaus der Familie Lenz durch Luftangriffe komplett zerstört. Leo Lenz verlor damit nicht nur sein gesamtes Hab und Gut sowie seine wertvolle Bibliothek, sondern vor allem auch diverse Entwürfe für künftige Arbeiten. Nach der Ausbombung zog er mit seinen Angehörigen nach Eisenach, wo er zwölf Jahre verbrachte und als Präsident des Verbandes Deutscher Bühnenschriftsteller und Bühnenkomponisten wirkte. Ende 1948 wurde im Eisenacher Theater sein Lustspiel Eine Frau, die sich lohnt uraufgeführt. Zu diesem Zeitpunkt waren mehrere seiner Stücke in den skandinavischen Ländern populär. Auf deutschen Bühnen feierten neben Heimliche Brautfahrt und Der Mann mit den grauen Schläfen die Werke Duett zu dritt und Ehe in Dosen Dauererfolge.
In der Nachkriegszeit verfasste Lenz Operetten-Libretti zusammen mit Richard Bars oder auch mit Waldemar Frank. Breite Anerkennung erlangte die 1947 im Metropol-Theater in Berlin uraufgeführte Operette Nächte in Shanghai, mit Liedertexten von Günther Schwenn und der Musik des Komponisten Friedrich Schröder. 1956 kehrte Lenz mit seiner Familie nach Ost-Berlin zurück, wo er einen ruhigen Lebensabend verbrachte, ohne sich weitere Bühnenstücke auszudenken, da er erkennen musste, dass sein Stil nicht mehr in die Zeit passte. Leo Lenz starb am 29. August 1962 in Berlin.

## Werke

### Dramatik
- 1898: Knospenfrevel. Drama in fünf Aufzügen
- 1900: Schwüle Nächte. Dramencyklus
- 1902: Das letzte Lied. Tragödie in einem Akt
- 1909: Francois Villon. Romantische Komödie in vier Akten
- 1912: Wieselchen. Lustspiel in drei Akten
- 1912: Das Herrenrecht. Ein Lustspiel aus dem Mittelalter in einem Vorspiel und vier Akten
- 1920: Bettinas Verlobung. Lustspiel in drei Akten
- 1921: Der letzte Versuch. Ein heiteres Diplomatenstück in drei Akten
- 1922: Frauenkenner. Lustspiel in drei Akten
- 1924: Kinder der Könige. Lustspiel
- 1925: Heimliche Brautfahrt. Ein Lustspiel in einem Vorspiel und drei Akten
- ca. 1928: Toms Tippmamsell oder Das Mädchen aus der Fremde. Lustspiel in vier Akten
- 1929: Das Parfüm meiner Frau. Lustspiel in drei Akten
- 1930: Der stille Kompagnon. Lustspiel in drei Akten
- 1931: Ständchen bei Nacht. Lustspiel in drei Akten
- 1931: Der Fluch der guten Tat. Komödie in drei Akten
- 1932: Der Mann mit den grauen Schläfen. Lustspiel in drei Akten
- 1933: Trio. Lustspiel in drei Akten (auch u.d.T. Kämmerchen vermieten)
- 1933: Fabian, der Elefant. Komödie in drei Akten [zusammen mit Ralph Arthur Roberts]
- 1934: Fragen Sie Frau Elfriede. Schwank [zusammen mit Ralph Arthur Roberts]
- 1934: Die ewigen drei Worte. Lustspiel
- 1934: Ehe in Dosen. Lustspiel in einem Vorspiel und drei Akten [zusammen mit Ralph Arthur Roberts]
- 1935: Hofjagd in Steineich. Lustspiel in drei Akten [zusammen mit Rudolf Presber]
- 1935: Für Liebe gesperrt. Lustspiel in drei Akten
- 1935: Meine Tochter – deine Tochter. Lustspiel in drei Akten [zusammen mit Ralph Arthur Roberts]
- 1936: Der Kampf mit dem Tatzelwurm. Lustspiel in drei Akten [zusammen mit Ralph Arthur Roberts]
- 1937: Jugendliebe. Lustspiel in drei Akten nach Rudolf Presber
- 1938: Hochzeitsreise ohne Mann. Lustspiel in drei Akten
- 1939: Polterabend. Lustspiel in drei Akten [zusammen mit Waldemar Frank]
- 1940: Junggesellensteuer. Lustspiel in drei Akten
- 1940: Fernruf aus Nizza. Komödie [zusammen mit Waldemar Frank]
- 1941: Der galante Gesandte. Lustspiel in drei Akten
- 1941: Kleine Parfümerie
- 1942: Schöne Seelen finden sich. Lustspiel in drei Akten nach Nikolaus Asztalos
- 1942: Die unnahbare Frau. Lustspiel in drei Akten
- 1942: Fünf Frauen um Adrian. Komödie in drei Akten
- 1942: Vitamin L. Lustspiel in drei Akten [zusammen mit Lothar Sachs]
- 1942: Duett zu Dritt. Lustspiel in drei Akten (auch u.d.T. Der Chauffeur meiner Frau)
- 1944: Schwarze Husaren. Lustspiel mit Musik
- 1948: Meine Frau will heiraten. Lustspiel in drei Akten
- 1948: Eine Frau, die sich lohnt. Lustspiel in drei Akten

### Epik
- 1929: Die Nacht zum Donnerstag. Ein Eisenbahnroman in 9 Kapiteln, frei nach John O’Cardigan. Verlag Otto Stollberg, Berlin.

### Prosa
- 1902: Die Lüge der Liebe. Eine psychologische Studie in Dialogform. Carl Reissner, Dresden.
- 1904: Liebeskämpfe. Vier Lebensfragmente. Carl Reissner, Dresden.
- 1968: Heitere Psyche. Eine Auswahl, aus dem Nachlaß zusammengestellt von Lilli Lenz. Privatverlag, Hannoversch Münden.

### Lyrik
- 1900: Das heilige Lachen
- 1902: Sonnamira. Gedichte. Carl Reissner, Dresden/Leipzig.

### Libretti
- 1942: Der verbotene Kuss. Lustspieloperette in drei Akten [zusammen mit Waldemar Frank]
- 1947: Nächte in Shanghai. Reveuoperette in drei Akten [zusammen mit Waldemar Frank]
- 1947: Die tanzende Helena. Operette in drei Akten [zusammen mit Richard Bars]
- 1948: Konfetti. Operette in drei Akten

### Verfilmungen
- 1932: Der schwarze Husar (Idee). UFA.
- 1939: Ehe in Dosen (nach dem gleichnamigen Bühnenstück). Cine-Allianz Tonfilm.
- 1939: Der Mann mit den grauen Schläfen (frühe Fernsehproduktion, gesendet am 9. Februar 1939). Reichs-Rundfunk-Gesellschaft (RRG)/Deutscher Fernseh-Rundfunk Paul Nipkow.
- 1941: Ehe man Ehemann wird (nach Hochzeitsreise ohne Mann). Astra-Film.
- 1963: Wiedersehen auf Raten (nach Ehe in Dosen). ZDF.
- 1972: Nachts sind alle Katzen grau (nach Das Parfüm meiner Frau). DFF

### Hörspielproduktionen
- 1946: Trio. ORF.
- 1948: Der Mann mit den grauen Schläfen. ORF.
- 1949: Der stille Kompagnon. ORF.
- 1952: Hochzeitsreise ohne Mann. ORF.
- 1958: Hochzeitsreise ohne Mann. SR.
- 1961: Heimliche Brautfahrt. BR.

## Zitat
„Wenn ich als Primaner im Dresdener Hoftheater saß und Zeuge eines großen Erfolges wurde, dann beneidete ich eigentlich nie die Schauspieler, sondern immer nur den, der die Sache sozusagen geistig auf dem Gewissen hatte. Solche Stücke schreiben zu können, dachte ich bei mir, das wäre phantastisch! Bei den Aufführungen meiner ersten (ernsten) Stücke merkte ich sehr bald, daß besonders die heiteren Szenen darin ein lebhaftes Echo fanden. In weiser Selbstbeschränkung erkannte ich auch selber, daß die Kränze der Unsterblichkeit für mich etwas zu hoch hingen. Und ich setzte es mir nun zur Aufgabe, die Menschen fröhlich zu stimmen. Und ohne Selbstüberhebung glaube ich sagen zu können, daß ich im Laufe meines Autorenlebens Tausende und Abertausende zum Lachen gebracht habe.“

## Rezeption

### Lustspiele
Der Vertrieb der Bühnenwerke, Felix Bloch Erben, wirbt mit dem Satz: „Das Erfolgsgeheimnis der Lenz’schen Lustspiele liegt in der Präzision ihres technischen Aufbaus, in der Sauberkeit des Dialogs, in ihrem Witz und Humor, gepaart mit einer Dosis heiterer Lebensphilosophie, die das Publikum durchaus zum Nachdenken anregen soll.“
Der Theaterkritiker der Allgemeinen Thüringischen Landeszeitung Deutschland, E. Fr. Müller, resümierte 1940: Wir kennen seine Art, eine gute Idee bewegt und sprühend zu gestalten, damit sie sich bühnenmäßig entwickelt. „Er weiß Knoten zu schürzen und sie so zu lösen, daß das Publikum nicht schon im ersten Akt mit der Nase auf die Lösung gestoßen wird. Er versteht die Situationswirkung und er weiß Lustspielgestalten hinzustellen, die nicht Schablone sind, sondern die dem Rollenträger Gelegenheit geben, zu typisieren und frei zu gestalten.“
Der erstrangige Theaterkritiker Herbert Ihering fand an den Lustspielen keinen Gefallen. Über Fabian, der Elefant schrieb er 1933: „Der Text ist fast gleichgültig. In diesem Falle ist er sogar besonders penetrant. Der Dialog zwischen zwei jungen Mädchen ist an Taktlosigkeit kaum zu überbieten. Ein schmalziges Stück […].“ Zwei Jahre später schrieb er nach dem Besuch von  Meine Tochter – deine Tochter, dass Lenz doch aufhören möge, derartige Stücke zu schreiben, denn: „Auch die Banalität hat ihre Grenze“.
Der weniger bekannte Peter Trumm meinte 1936 zur Bearbeitung von Eugène Scribes Komödie Les doigts de fee (Feenhände) unter dem Titel Léonie: „Lenz hat denn auch, bei aller Geschicklichkeit, nicht viel mehr erreicht, als ein ganz oberflächliches Aufputzen mit recht billigem aktuellem Flitter […].“
Das Publikum fühlte sich – gestanden die Kritiker ein – zumeist gut unterhalten.
Zum 80. Geburtstag des Dichters schrieb Der Morgen: „Leo Lenz – das ist das ganze Geheimnis seiner ununterbrochenen Erfolge – schöpfte seine Stoffe aus Lebensumständen, die alle angehen. Er konstruierte keine überspitzten Konflikte und ließ überall das Herz auf dem rechten Fleck. Ein ungezwungener Humor ist ihm, dem gebürtigen Wiener, von Hause aus eigen.“
Die Schweriner Bezirkszeitung Der Demokrat zitierte in einem Nachruf den Deutschen Schriftstellerverband mit den Worten: „Um die Jahrhundertwende und bis Anfang der 30er Jahre gehörten seine zahlreichen Lustspiele zu den großen und dauernden Publikumserfolgen der bürgerlichen Bühnen.“

### Operetten
Die tanzende Helena habe Lenz, wurde in der in Düsseldorf erscheinenden Rheinischen Post anlässlich der Zwillings-Uraufführung (Düsseldorf und Bonn) positiv kommentiert, „mit Anleihe beim bewährten Verwechslungsspiel nicht ohne Humor operettiert“.
Eher neutral fiel die Beurteilung in der Bonner Westdeutschen Rundschau aus: „Mit seinem von jeder Problematik unbeschwerten, oft sogar witzigen Text genügt Leo Lenz den Erfordernissen einer Operette.“
Eine negative Sicht vertrat die ebenfalls in Düsseldorf erscheinende linksgerichtete Zeitung Die Freiheit: „Was der Librettist Leo Lenz stellenweise nicht zu würzen verstand, das machte Willy Richartz […] wieder bekömmlich.“

## Auszeichnungen
- Erzherzoglich-sächsische Karl-Eduard-Medaille für Kunst und Wissenschaft